# Teleac, Harghita
Teleac (în maghiară Telekfalva) este un sat în comuna Feliceni din județul Harghita, Transilvania, România.

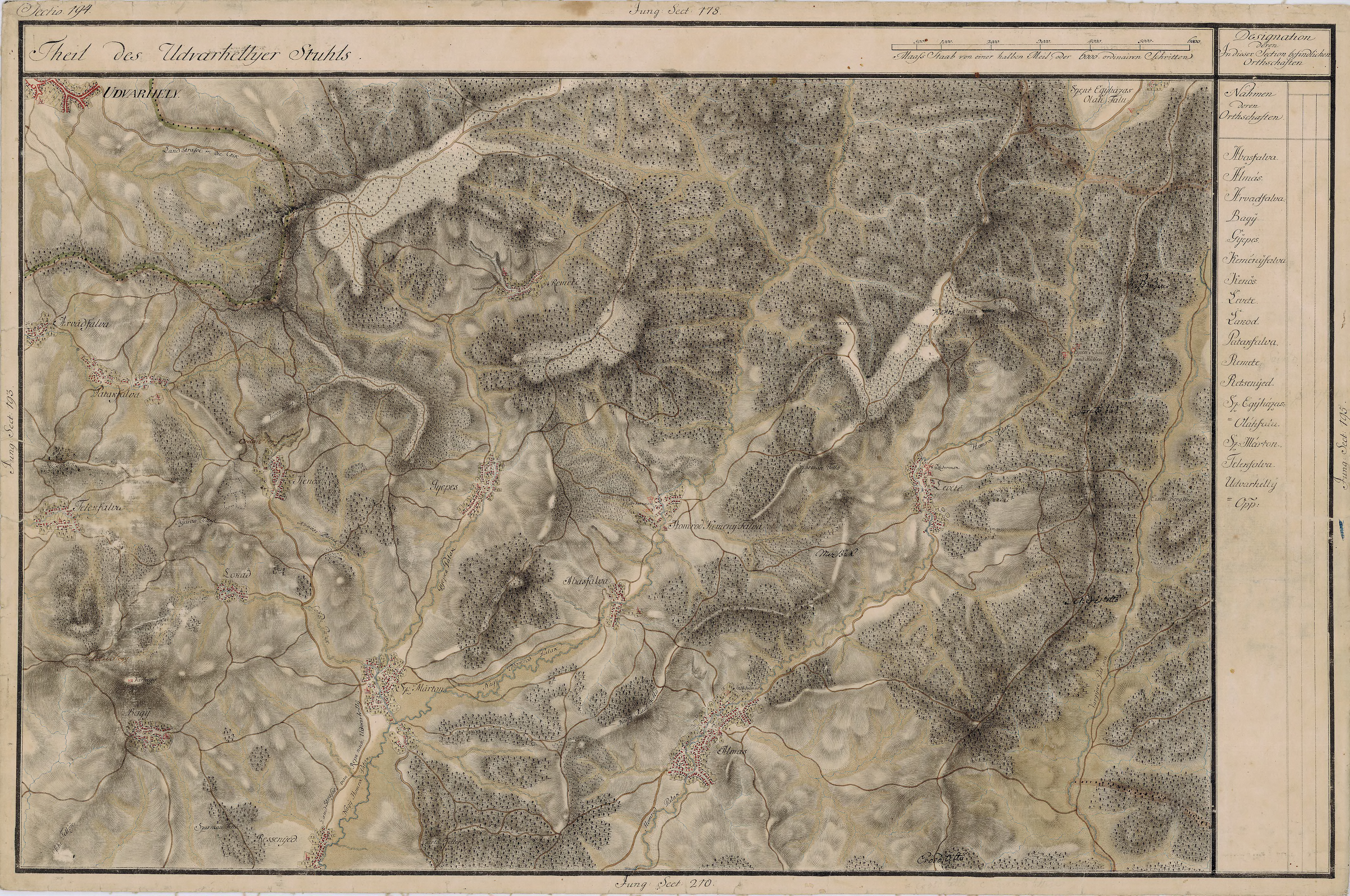
Teleac în Harta Iosefină a Transilvaniei, 1769-1773

## Imagini

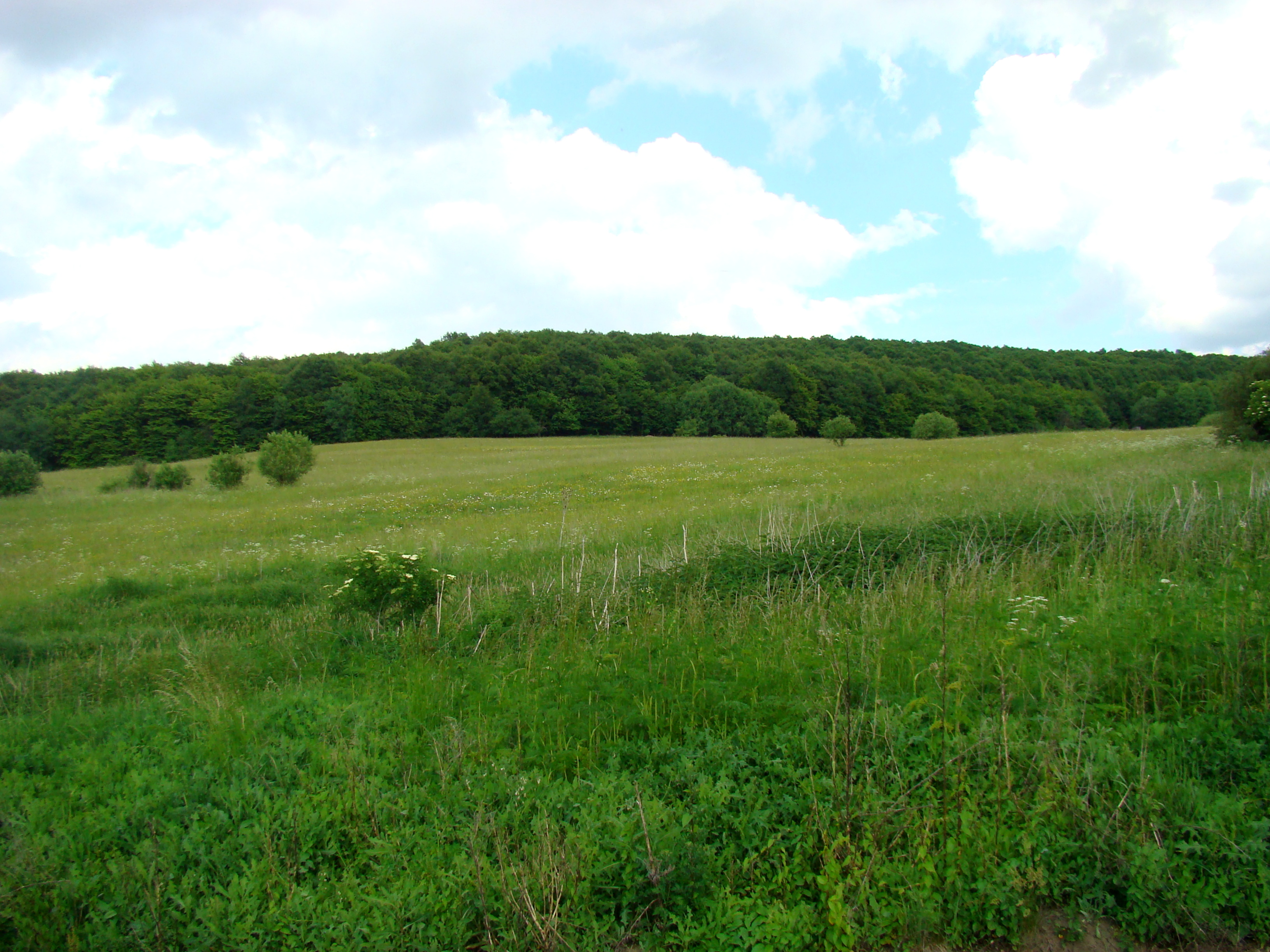
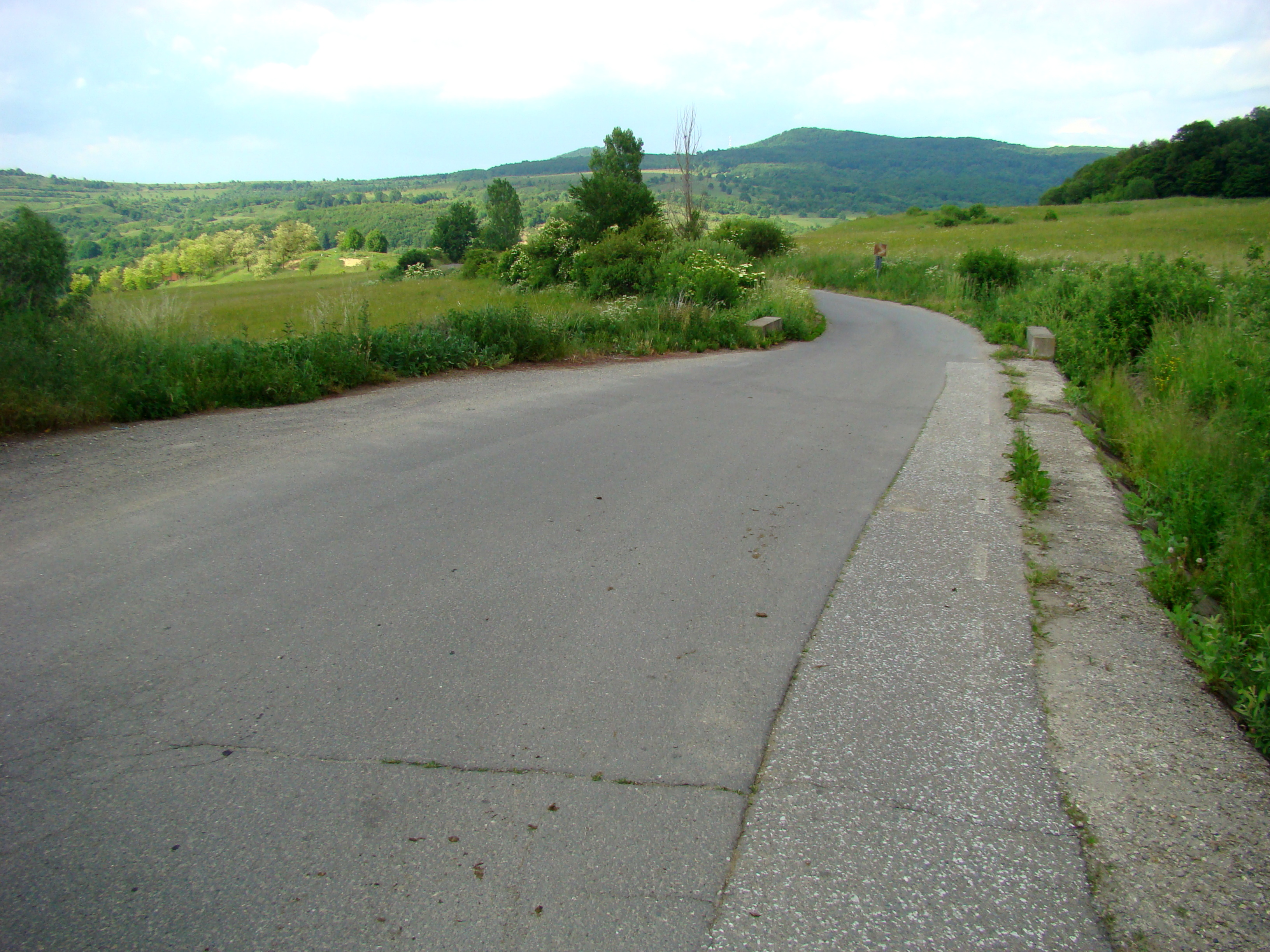
Drumul Văleni-Teleac
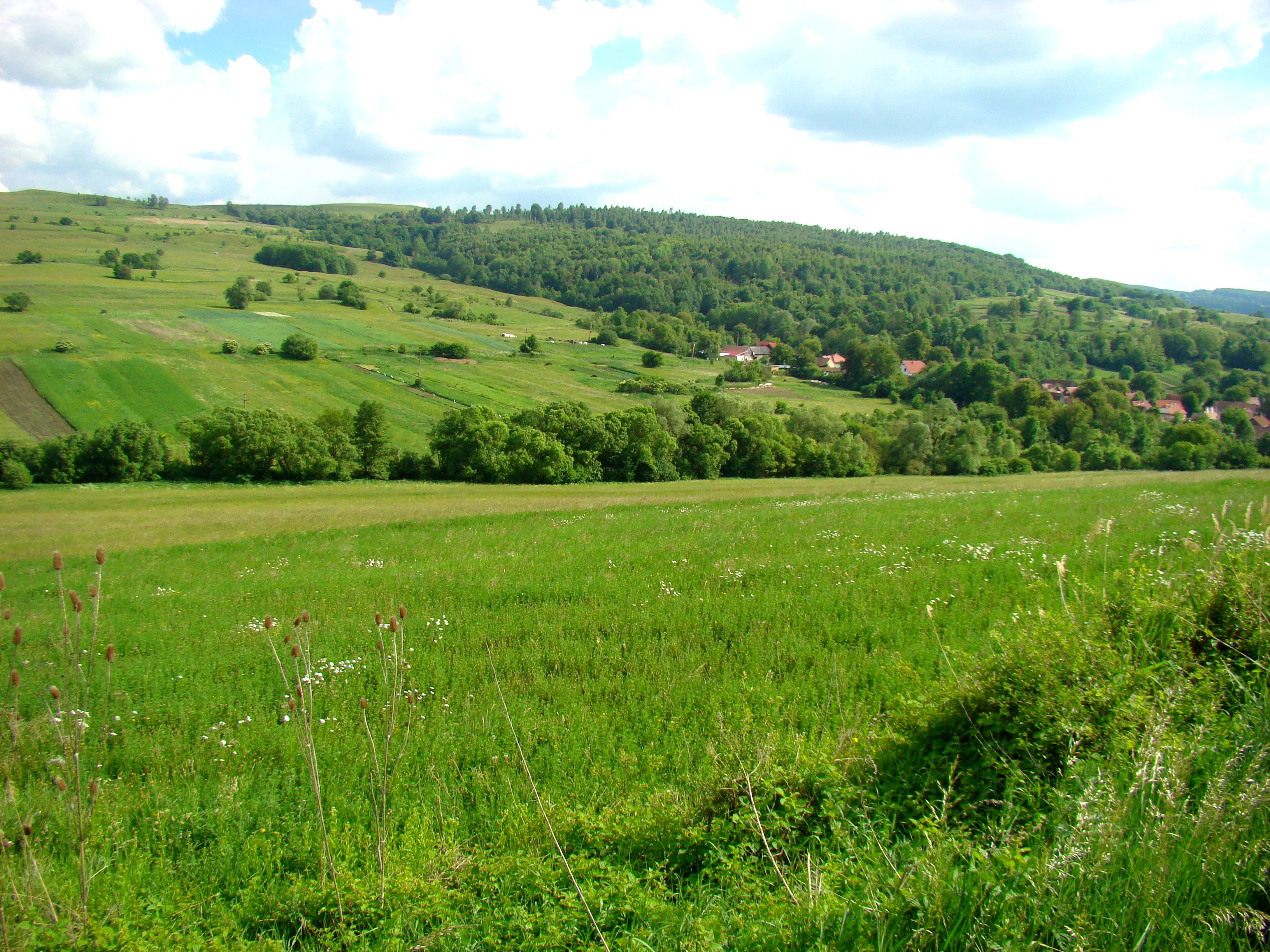
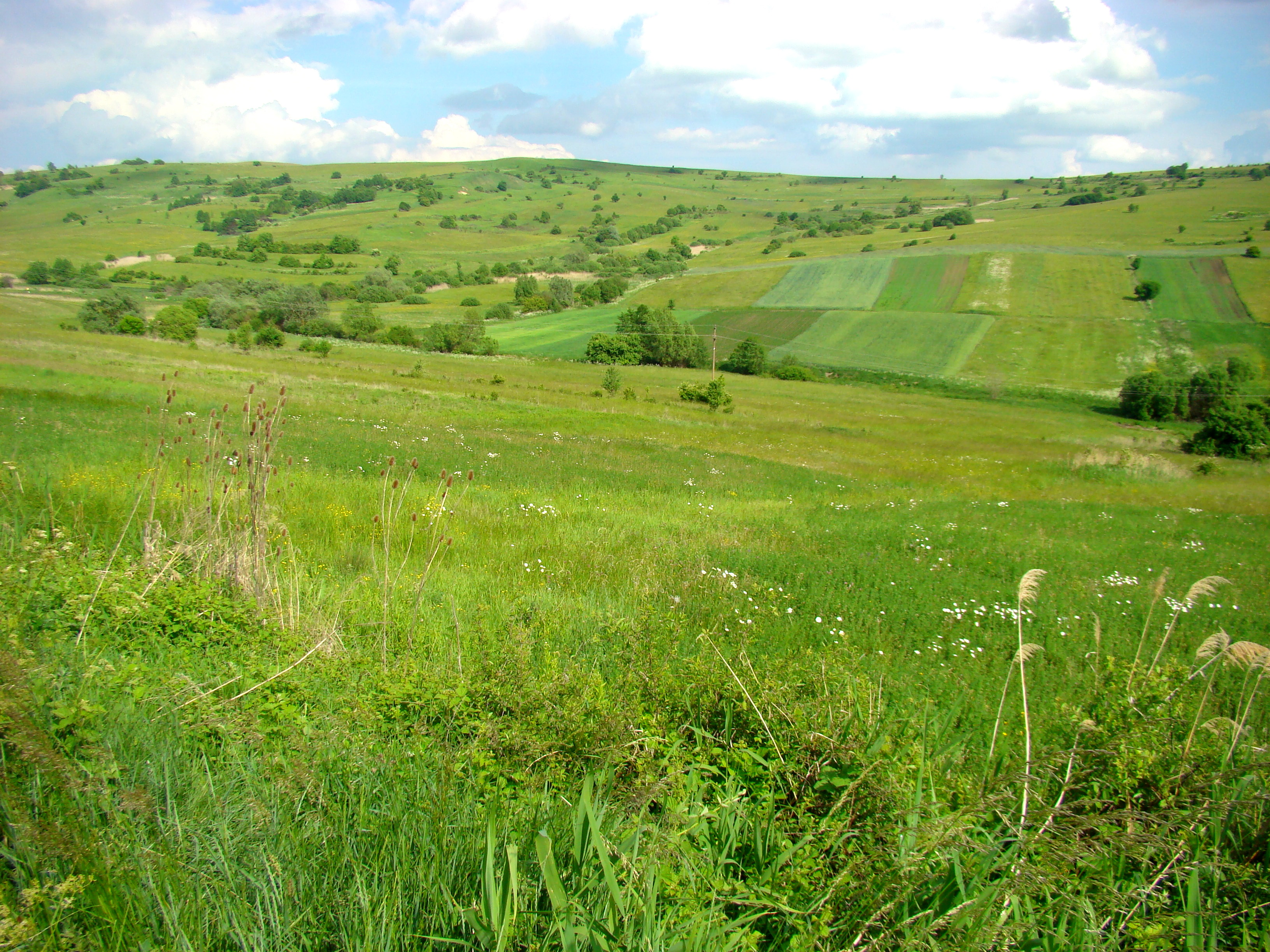
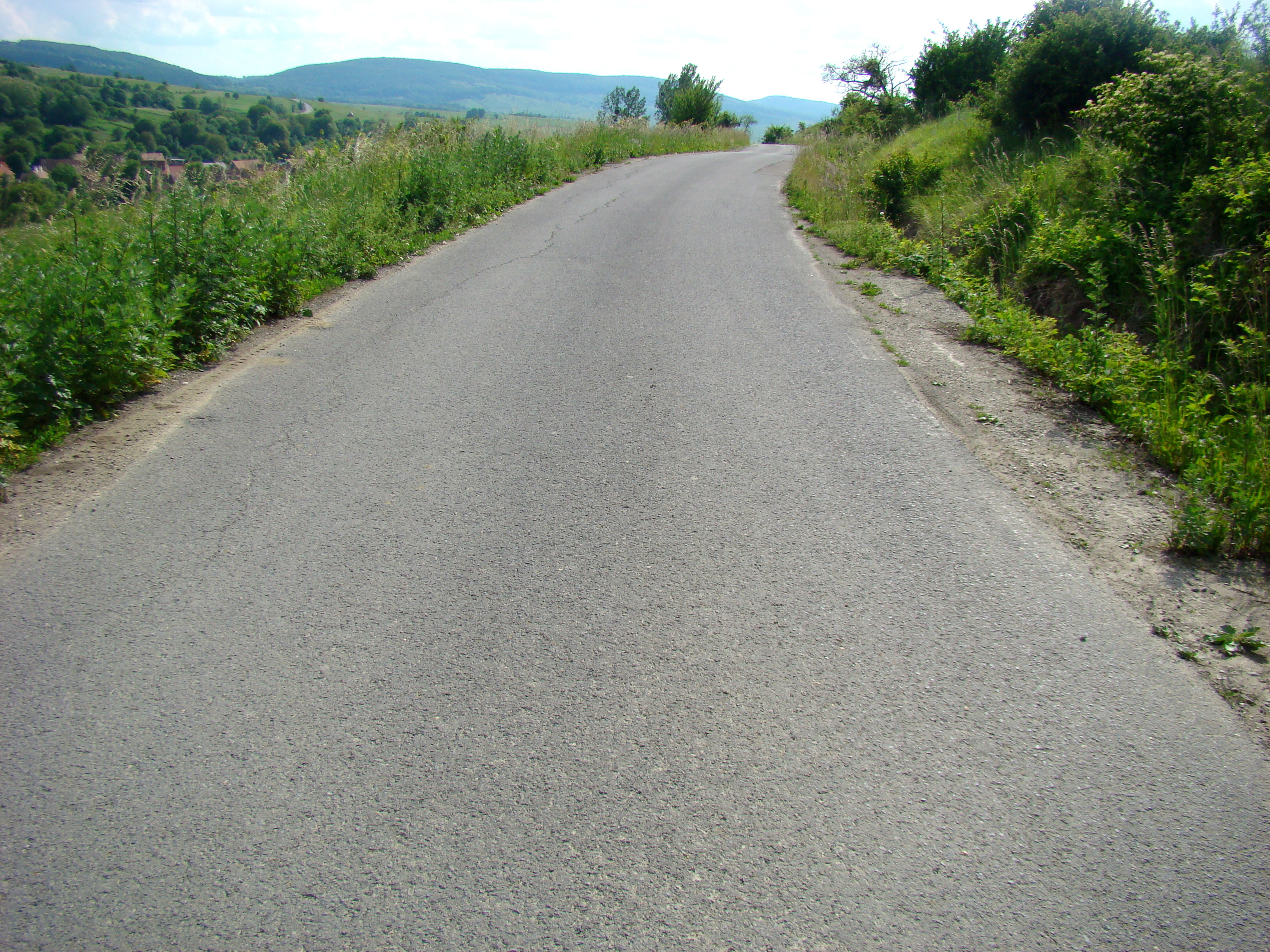
Drumul Văleni-Teleac
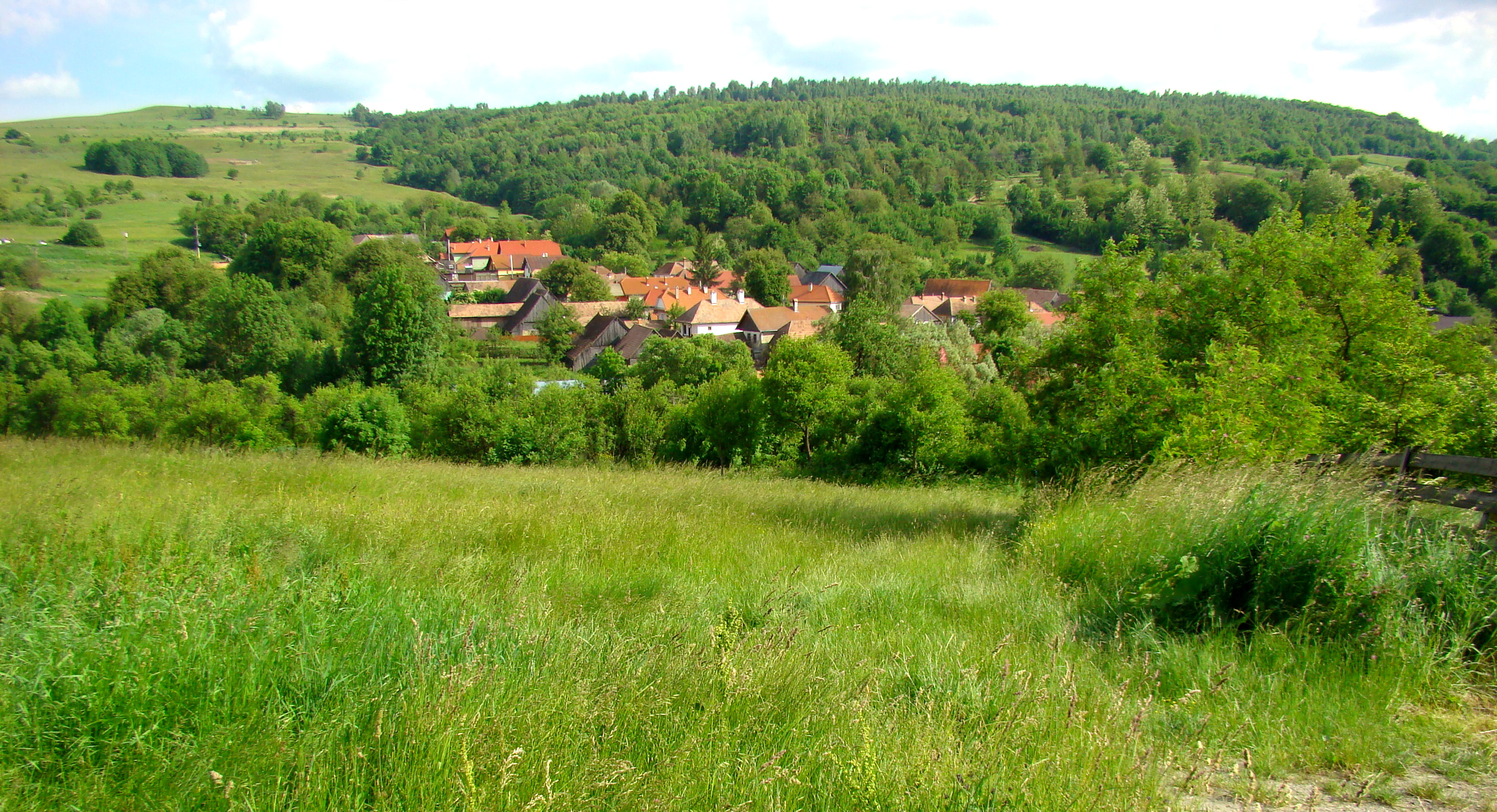
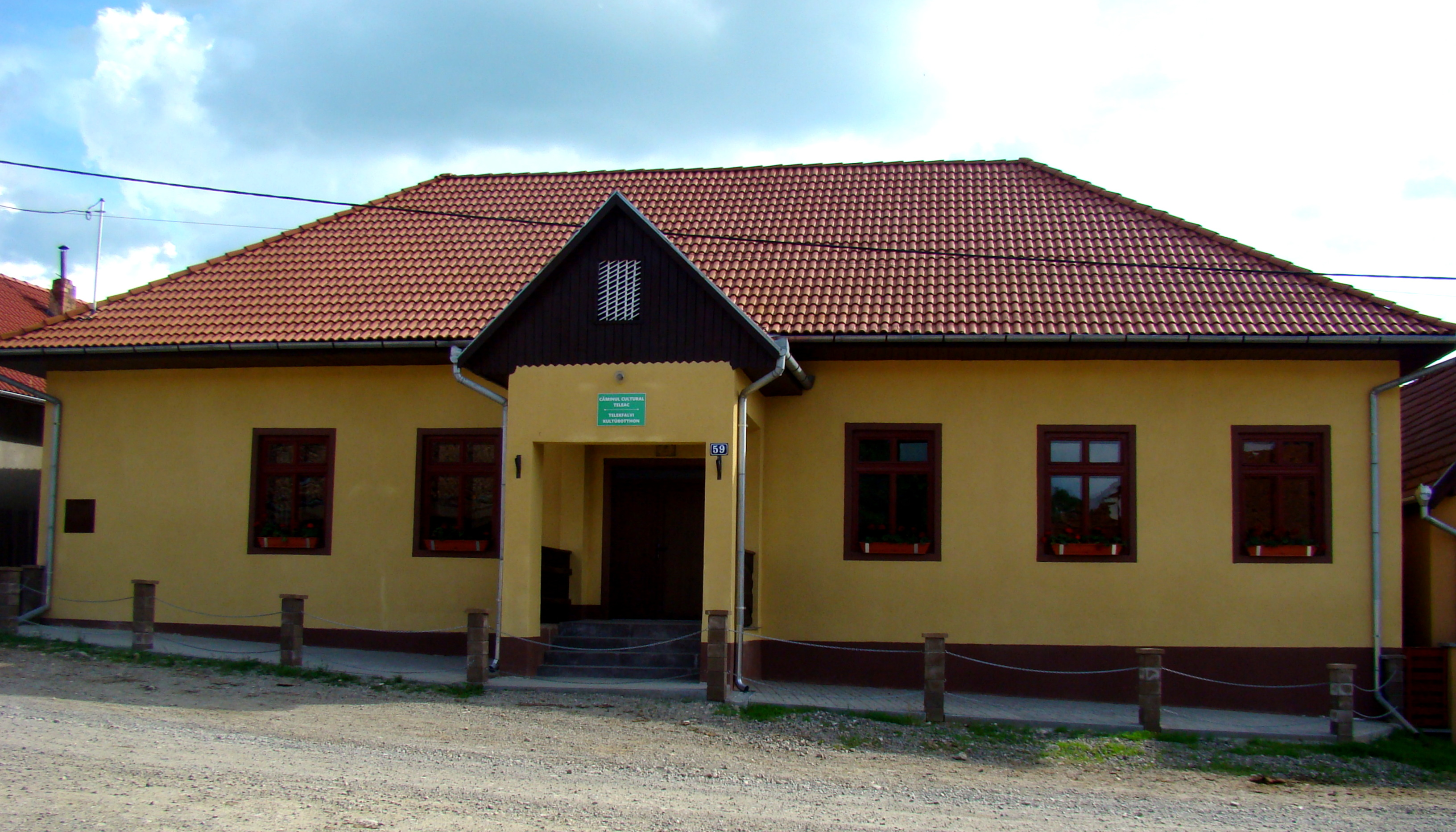
Căminul cultural
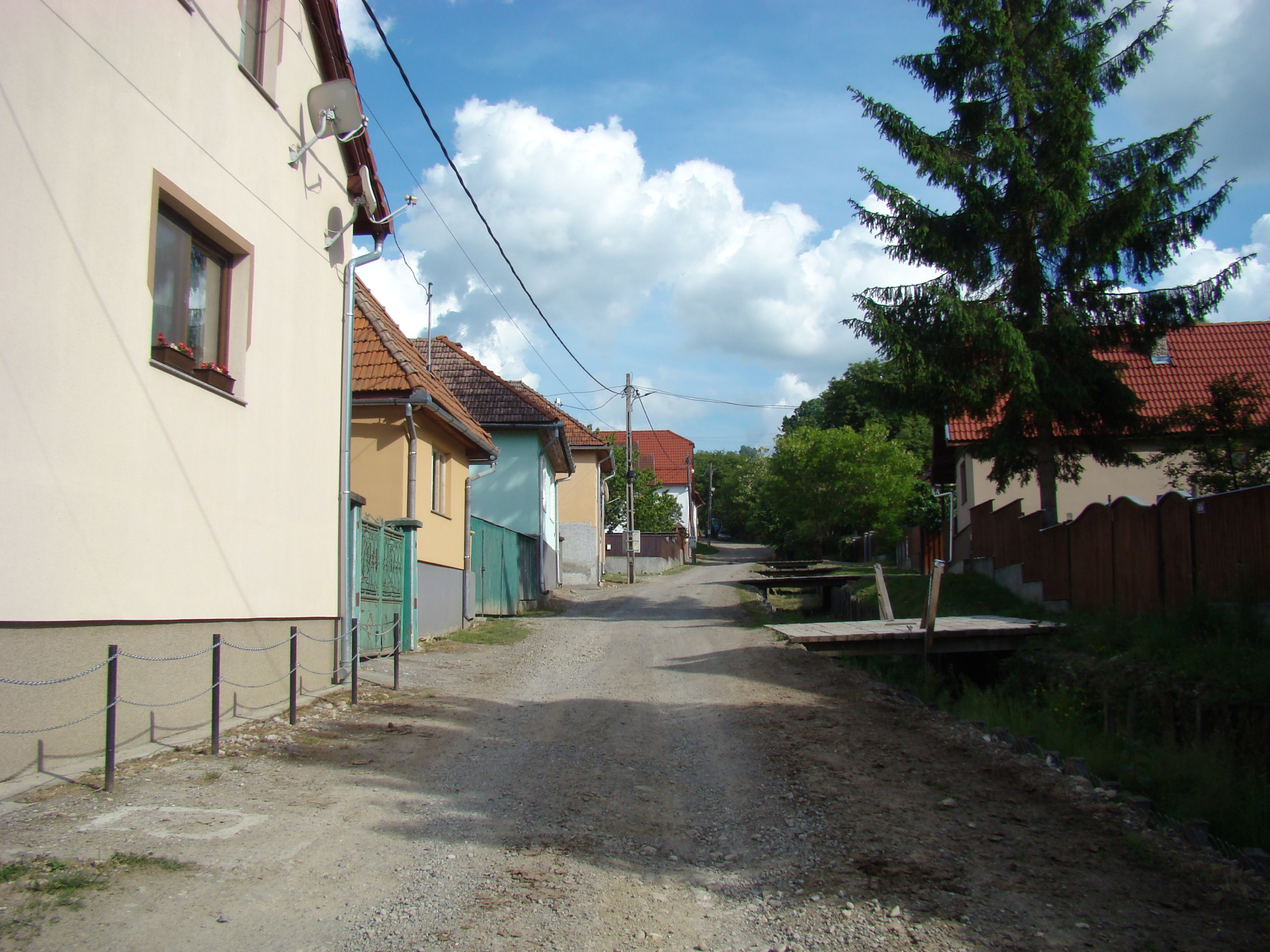
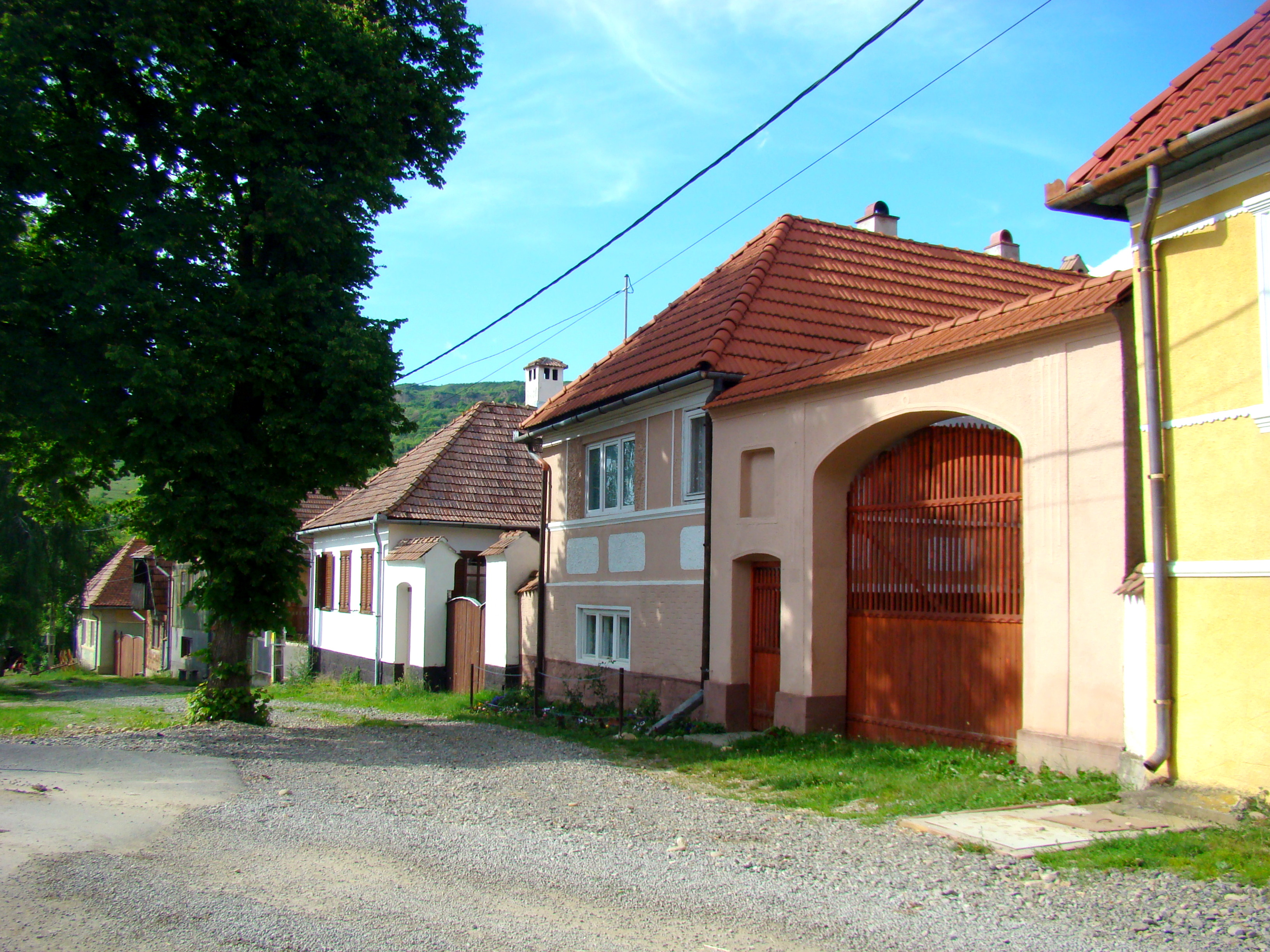
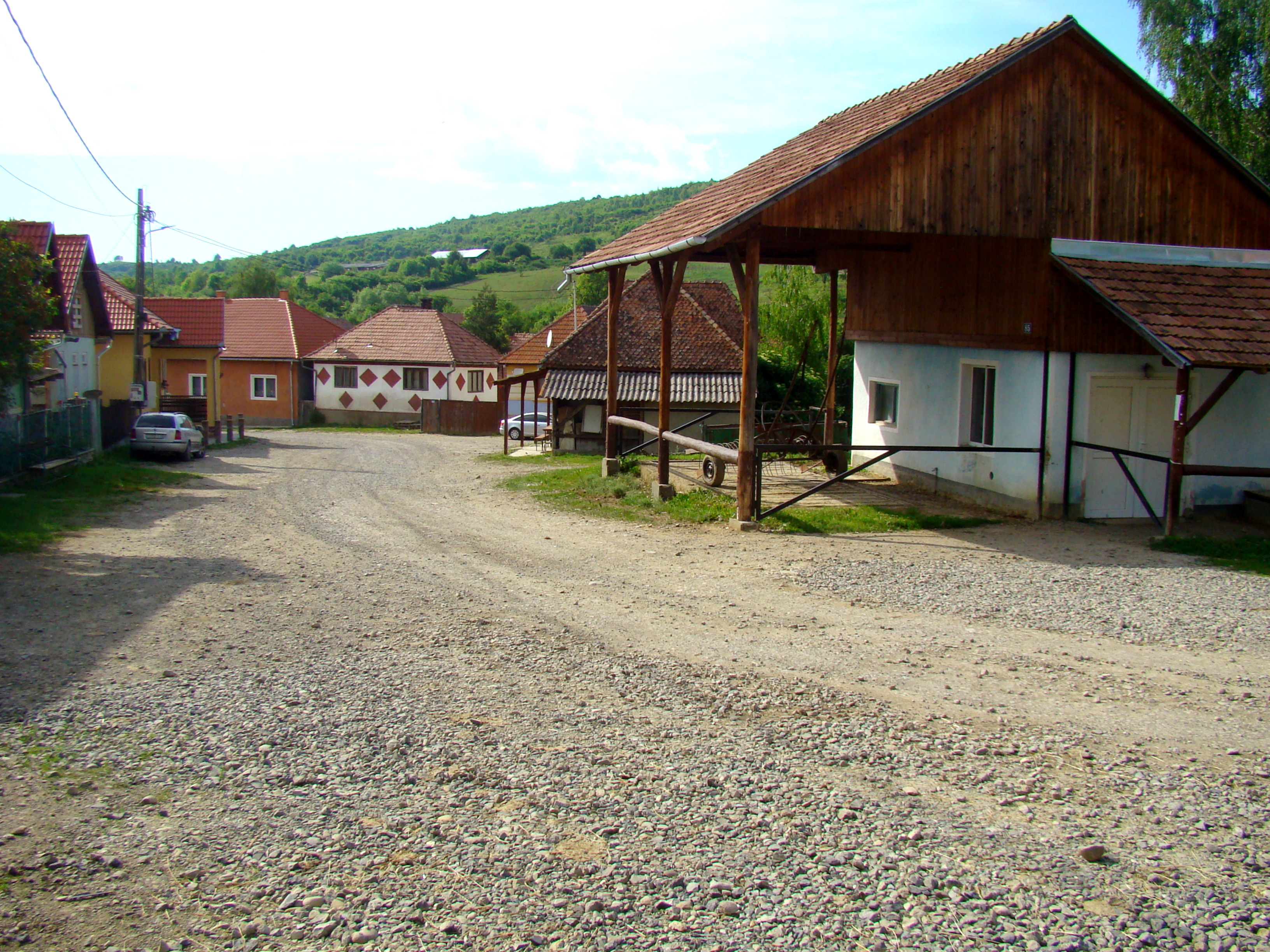
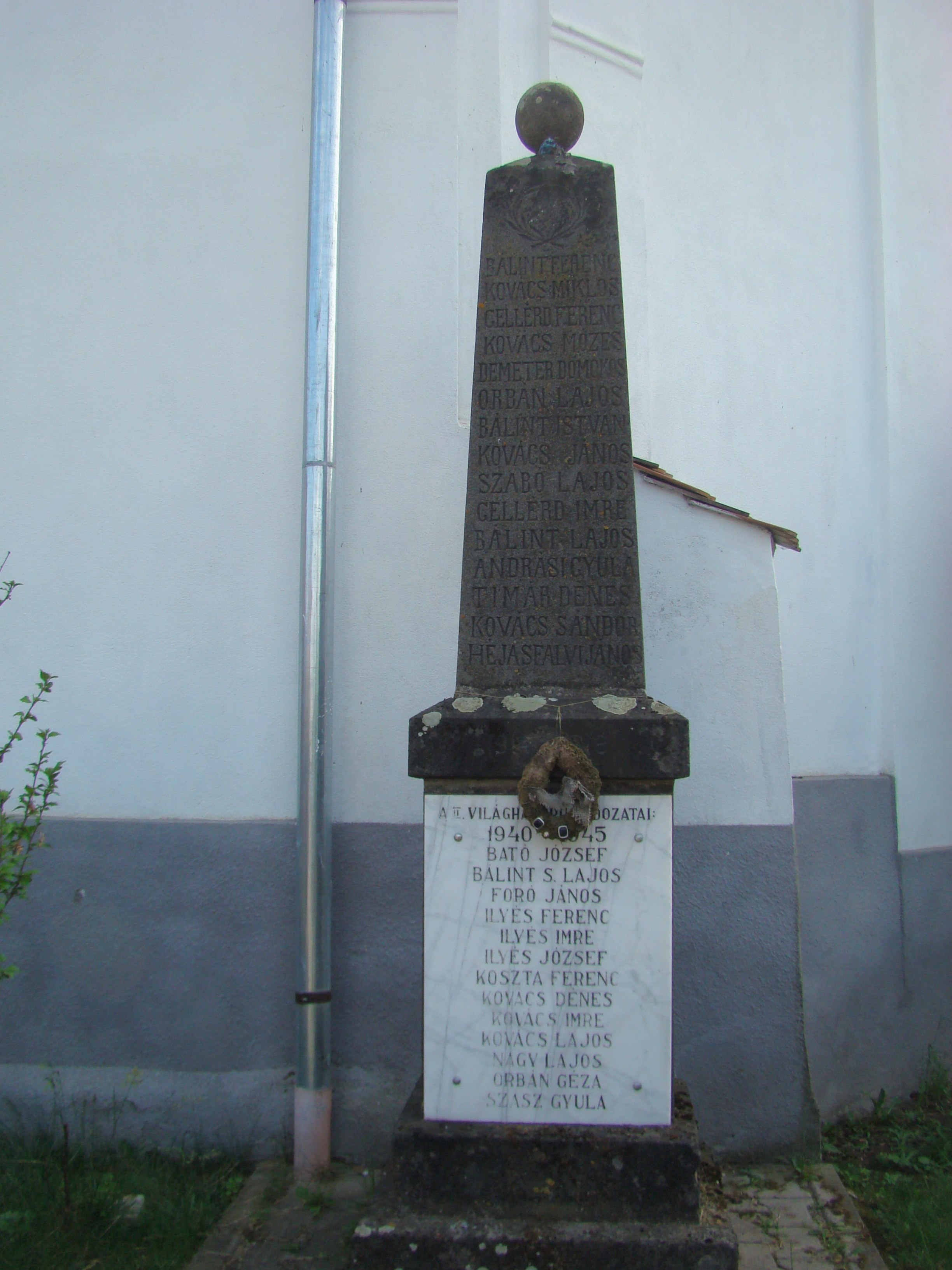
Monumentul eroilor
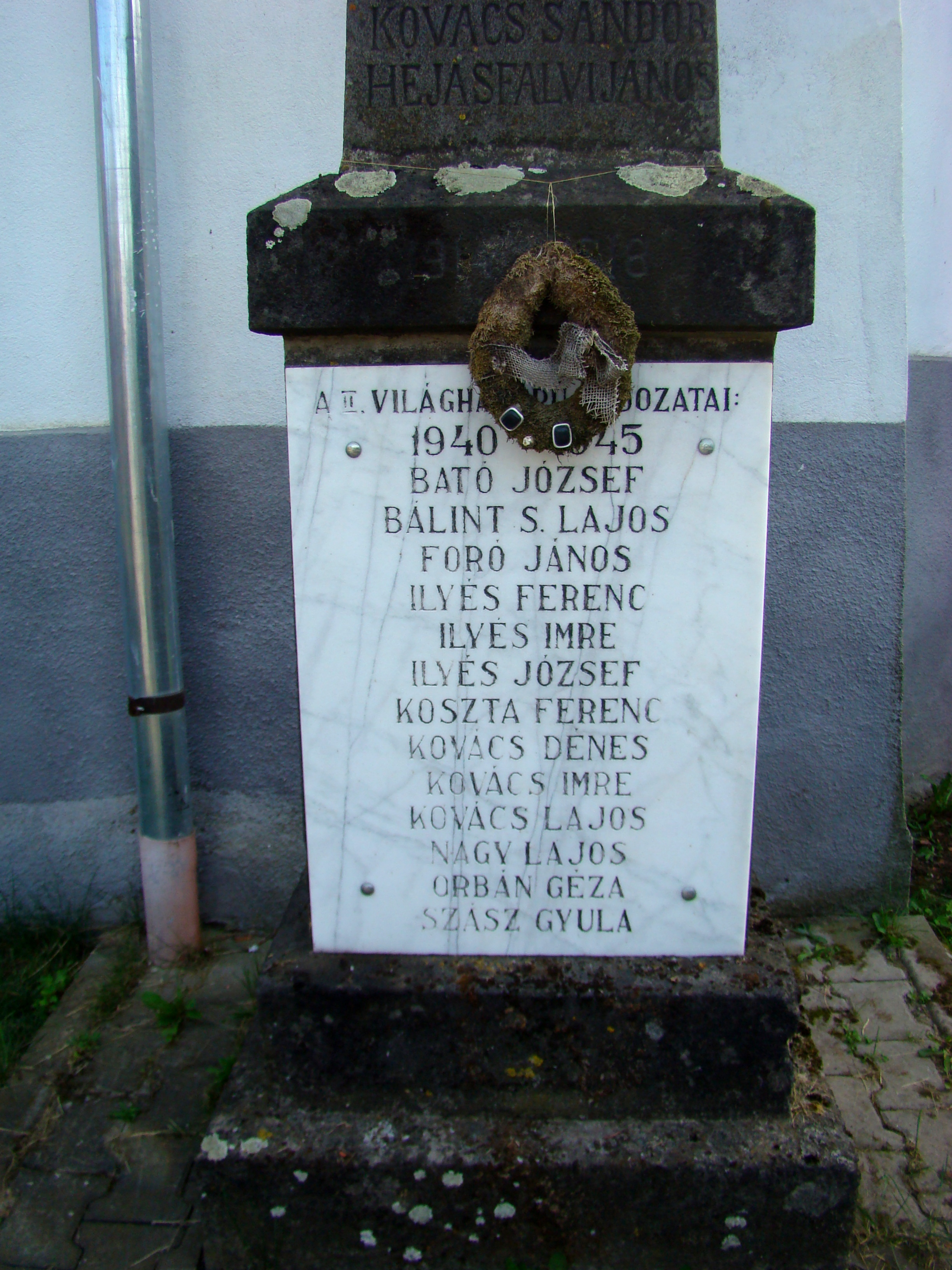
Monumentul eroilor (detaliu)
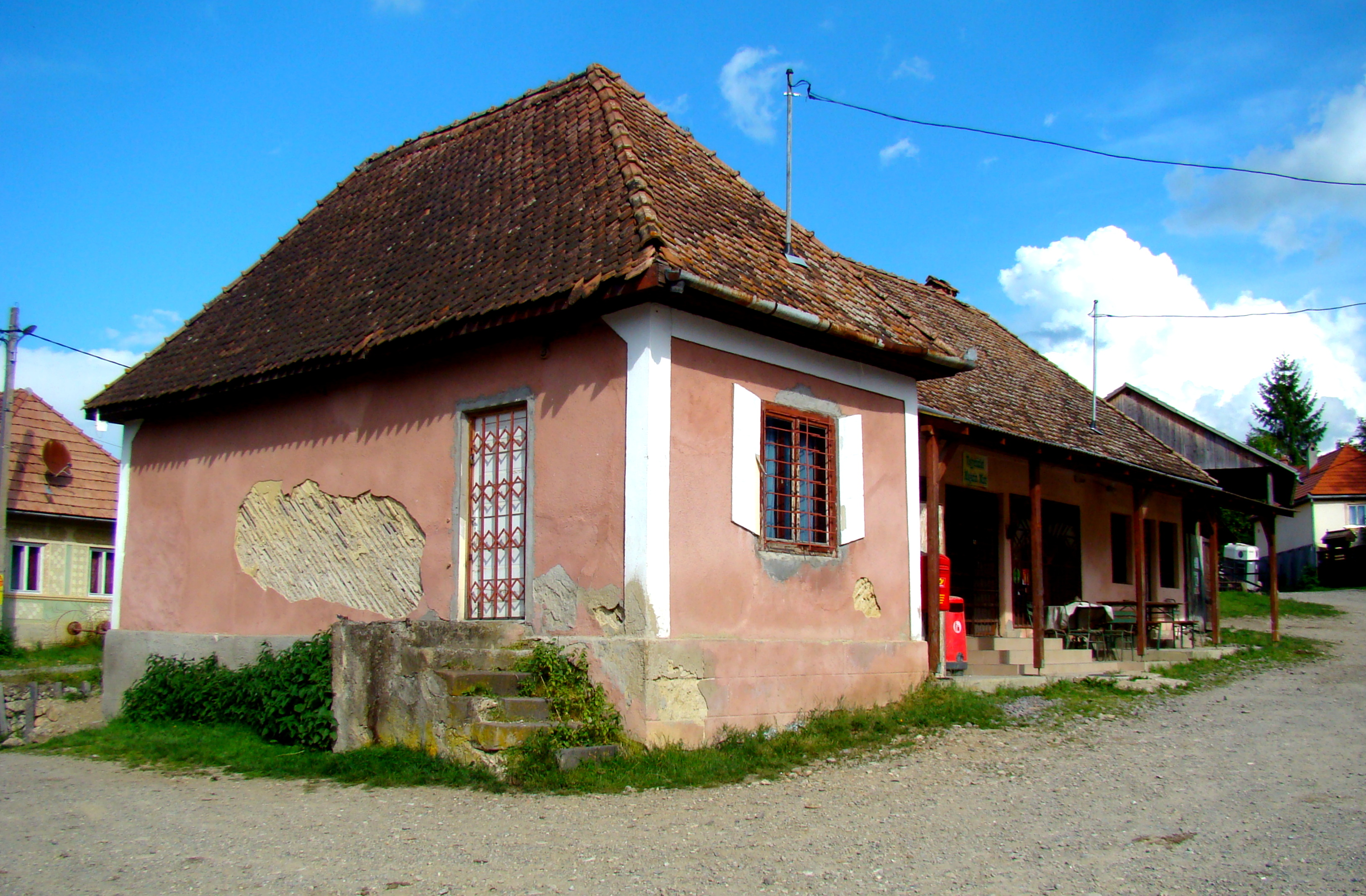
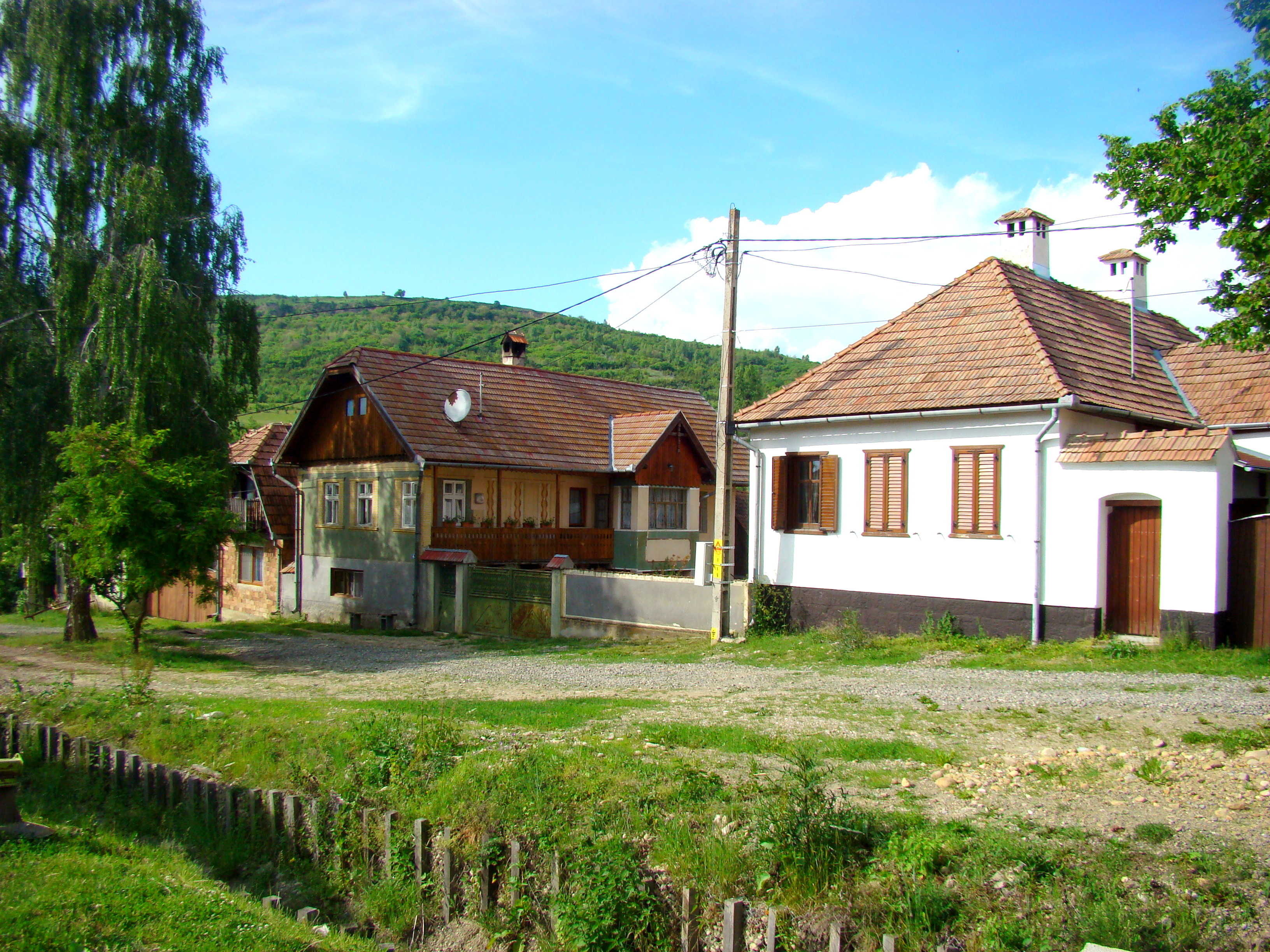
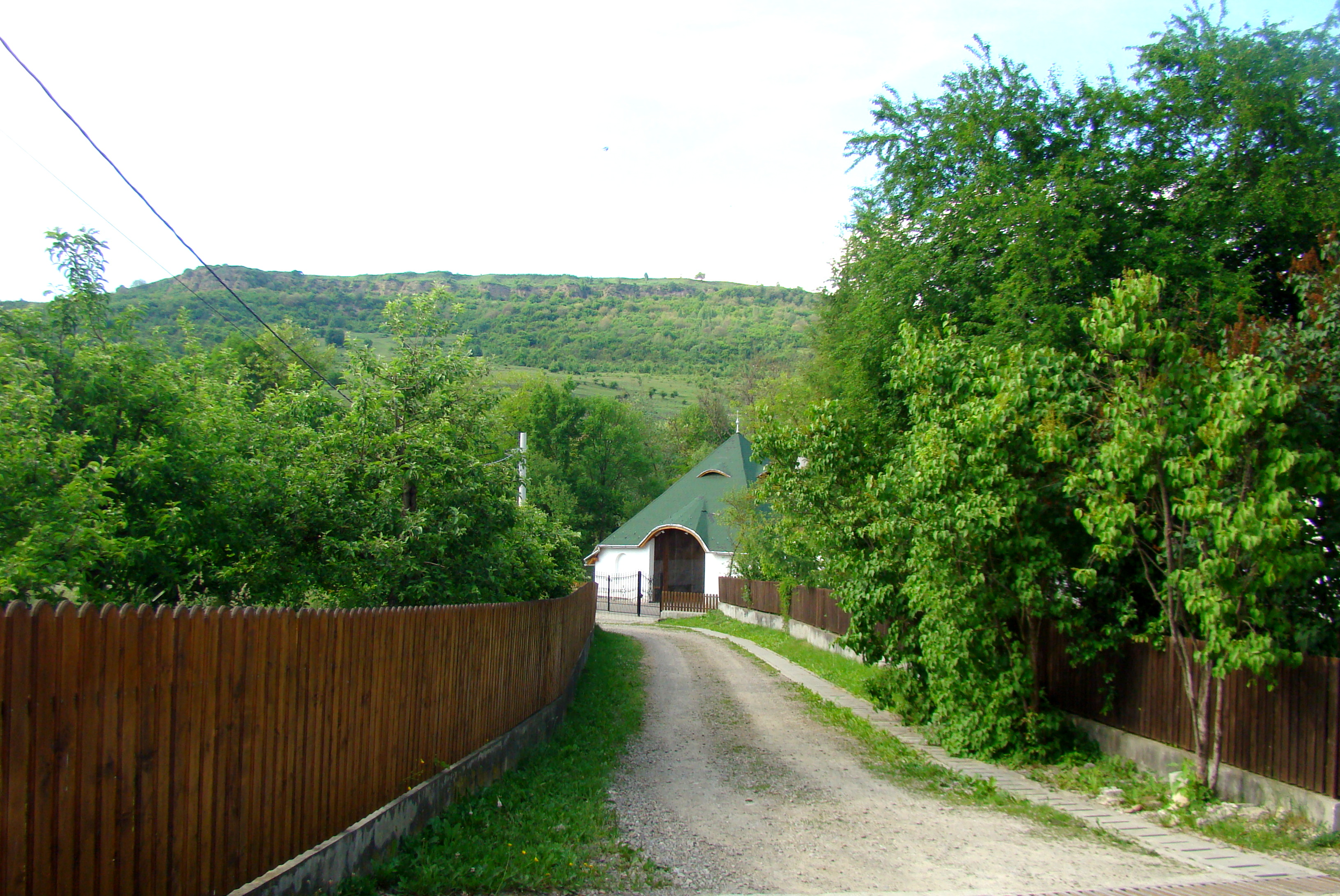
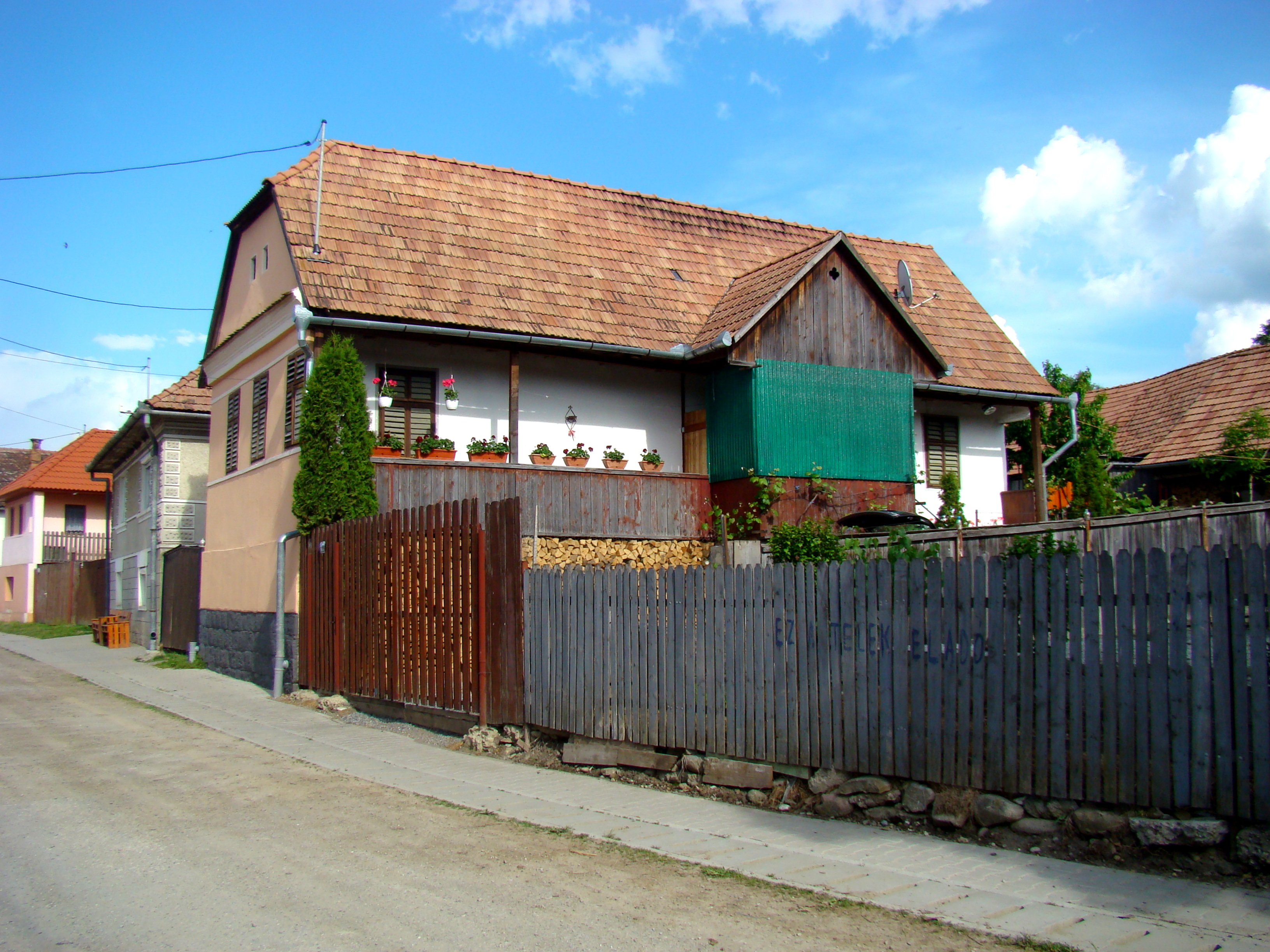
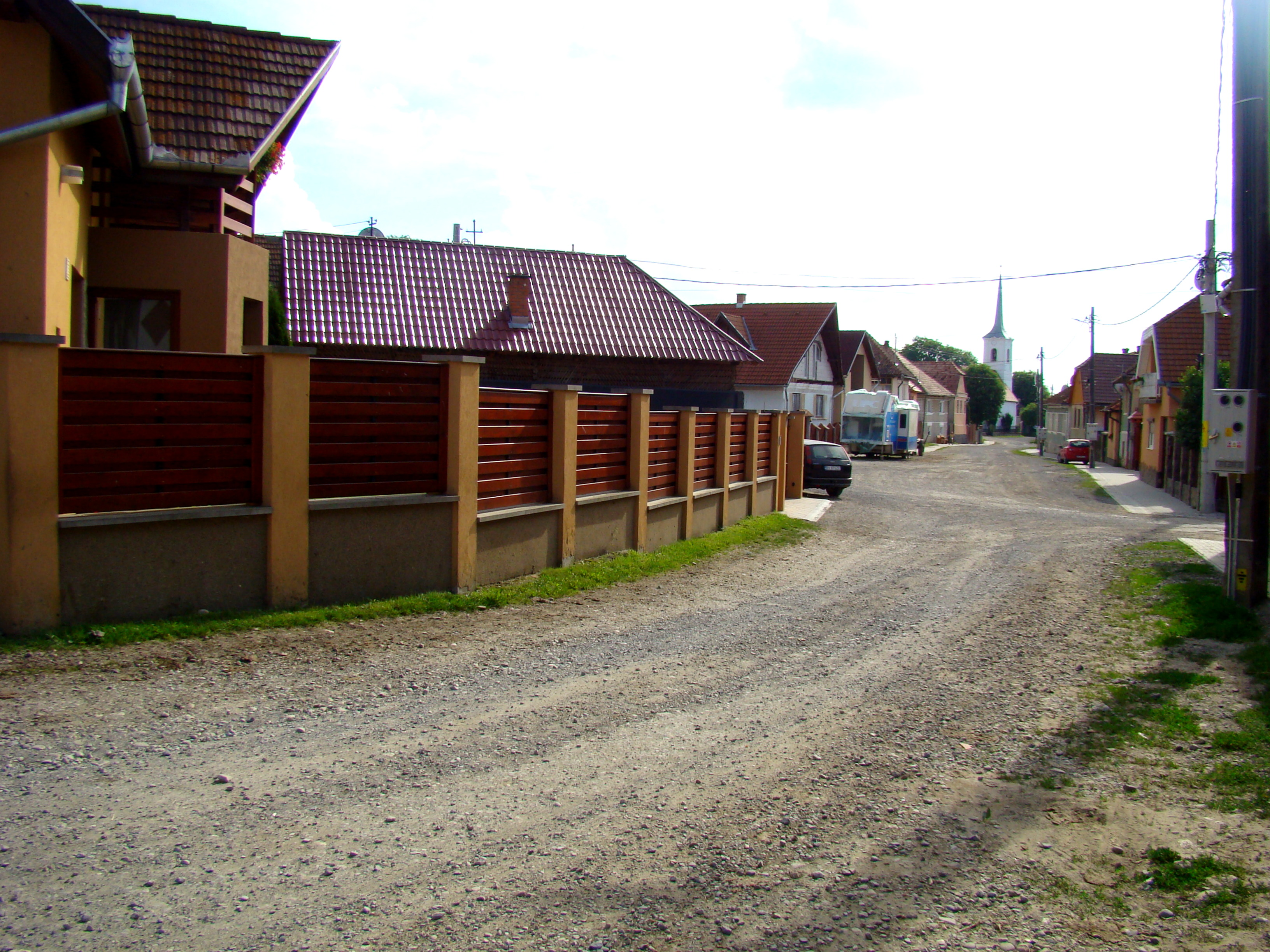
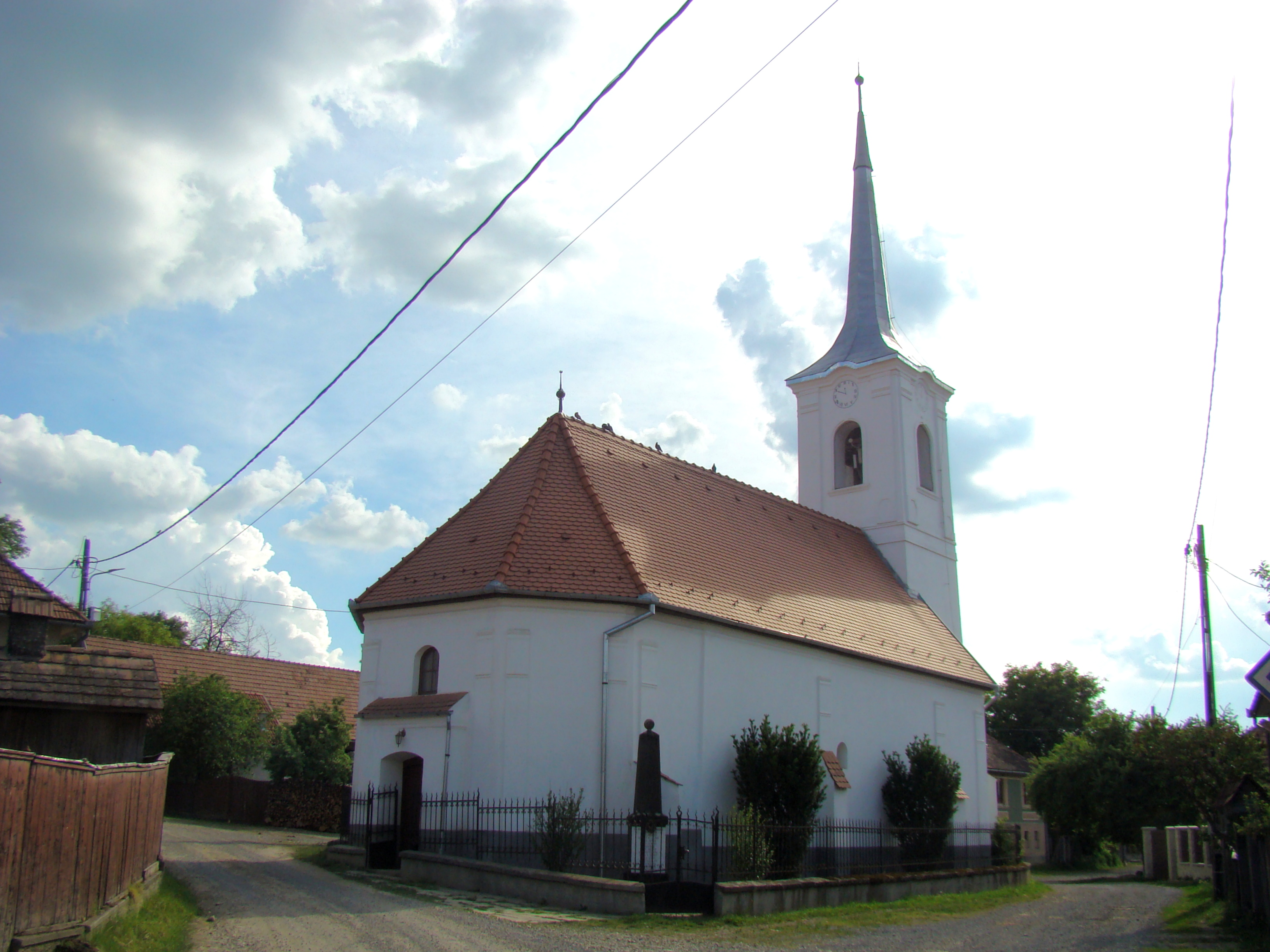
Biserica reformată
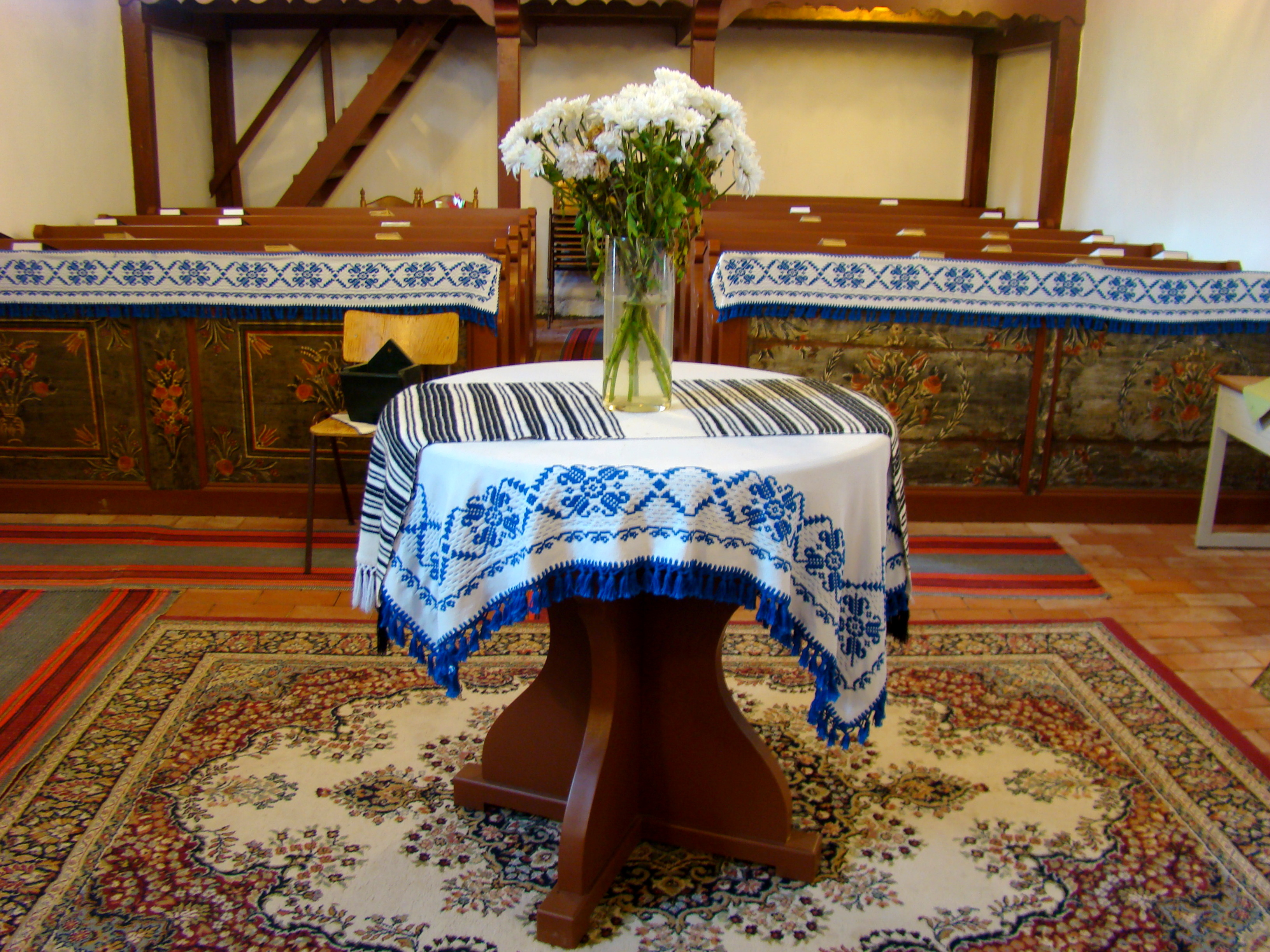
Masa Domnului
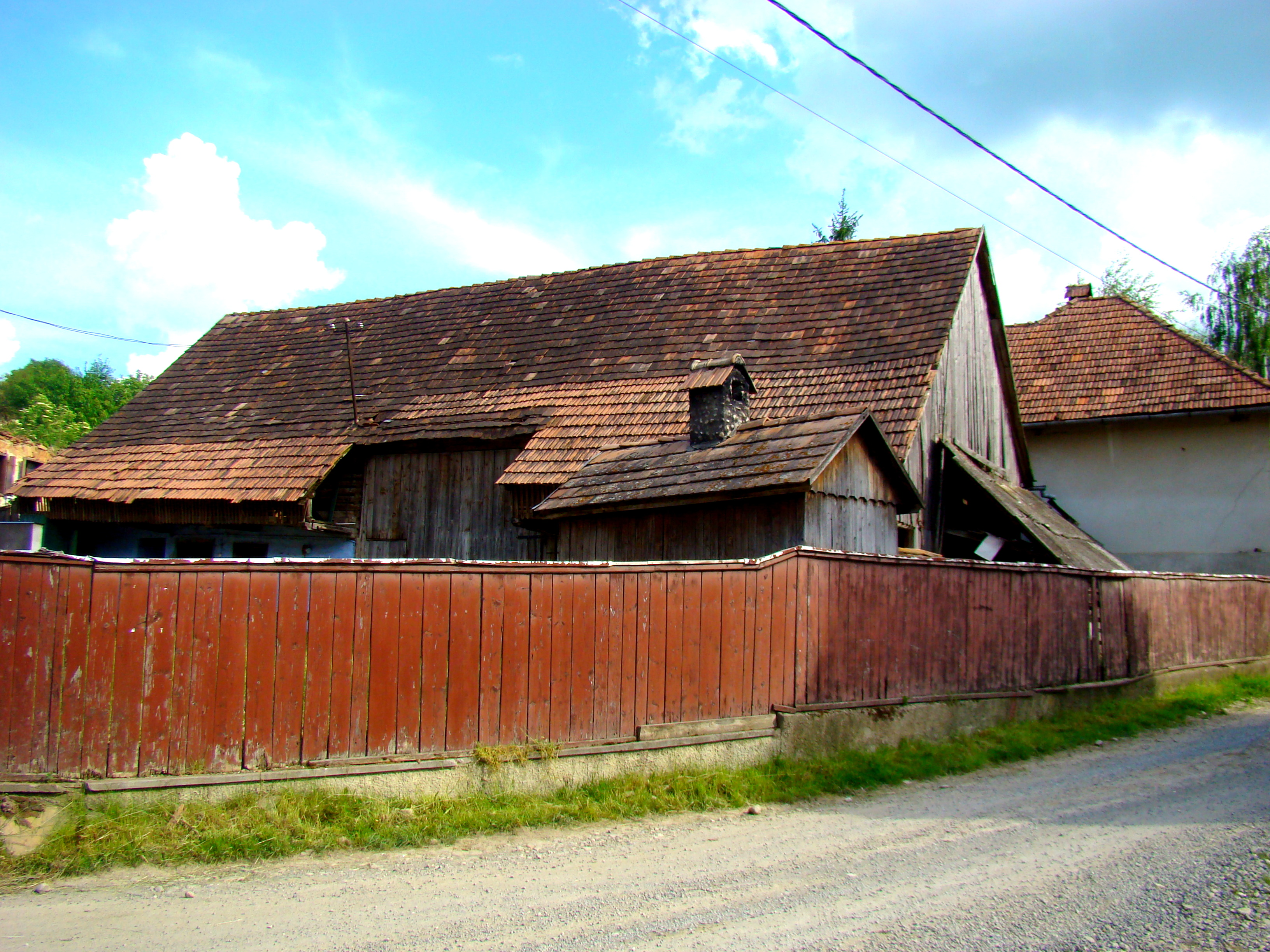
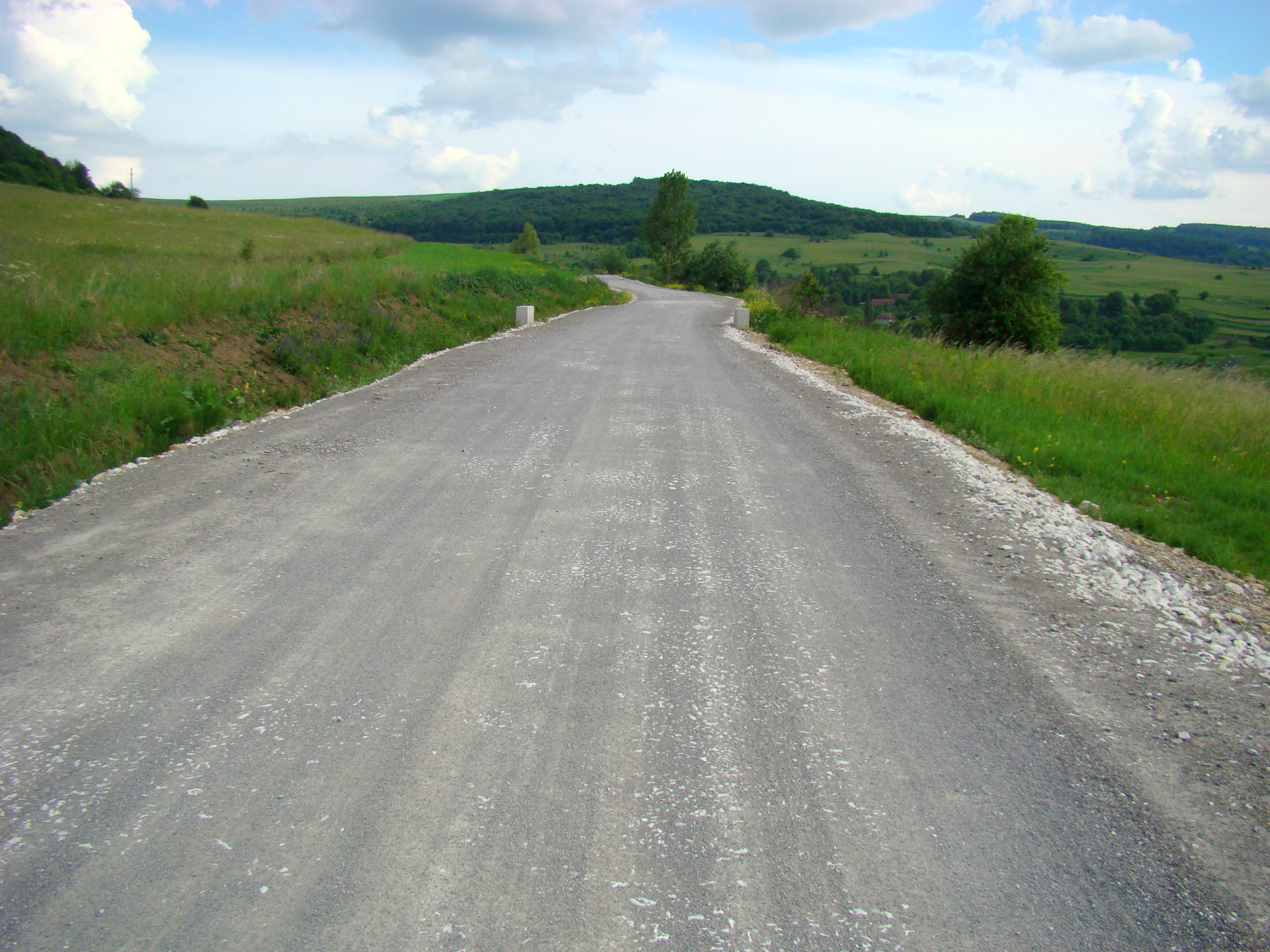
Drumul Teleac-Alexandrița